# Peter Sculthorpe
Peter Joshua Sculthorpe (O.B.E. en AO) (Launceston (Tasmanië), 29 april 1929 – Sydney, 8 augustus 2014) was een Australisch componist en muziekpedagoog.

## Levensloop
Zijn basisopleiding kreeg hij aan de Launceston Church Grammar School. Aansluitend studeerde hij aan de Universiteit van Melbourne in Melbourne alsook aan het Wadham College van de Universiteit van Oxford. In 1966 en 1967 kon hij met een studiebeurs van de Harkness Foundation aan de Yale-universiteit in New Haven (Connecticut) studeren.
In 1963 werd hij docent en later professor voor compositie aan de Universiteit van Sydney. Nu is hij Emeritus Professor aan deze universiteit en ere-doctor van de Universiteit van Tasmanië, Universiteit van Melbourne, Universiteit van Sussex in Brighton, Griffith Universiteit in Brisbane en van de Universiteit van Sydney.
In 1977 werd hij officier in de Orde van het Britse Rijk (Verenigd Koninkrijk) en in 1990 officier in de Orde van Australië. In 1991 werd hij opgenomen in de Australische Academie van de Geesteswetenschappen. Hij behoort tot de Australian Living Treasures, een selectie van 100 mensen vanuit Australië, die zich om de bescherming van de natuur en het milieu verdient gemaakt hebben. Verder is hij Honorary Foreign Life Member van de American Academy of Arts and Letters sinds 2003.
Als componist schreef hij tot nu (2008) rond 350 werken voor vele genres. Zijn werken zijn meestal beïnvloed van het sociale klimaat en de fysieke karakteristieken van Australië. Een verder focus heeft hij gelegd op de muziek van de oorspronkelijke bewoners, de Aboriginals, en van het Torres Strait Island, maar ook op de gamelan muziek vanuit Indonesië. Hij heeft een grote en diepe liefde voor zijn land en het landschap. Want dit en de bewaring van het Australische milieu, alsook van dat van de hele wereld, is een van de grootste, bewegende thema's in zijn werken. Men kan het ook terugvinden in zijn belangrijke werken, zoals het koraal Requiem uit 2004 en het strijkkwartet Nr. 16 uit 2006.
Hij overleed in het Wolper Jewish Hospital in Sydney op 85-jarige leeftijd na een langdurige ziekte.

## Composities

### Werken voor orkest
- 1963 The Fifth Continent (Het vijfde continent), voor spreker en orkest
- 1963 Small Town, voor orkest
- 1965 Sun Music I, voor orkest
- 1967 Sun Music III, voor orkest
- 1967 Sun Music IV
- 1969 Sun Music II
- 1970 Love 200, voor rockgroep en orkest (een samenwerking met Tully)
- 1970 Music for Japan, voor didgeridoo en orkest
- 1970/1980 Overture for a Happy Occasion, voor orkest
- 1976 Small Town, voor solo hobo, twee trompetten, pauken en strijkers
- 1978 Port Essington, voor strijkers trio en strijkorkest
- 1979 Mangrove, voor orkest
- 1983 Concerto, voor piano en orkest
- 1986 Earth Cry, voor didgeridoo en orkest
- 1988 Kakadu, voor orkest
- 1988 Great Sandy Island, voor orkest
- 1989 Nourlangie, concert voor solo gitaar, strijkers en slagwerk
- 1993 Memento Mori
- 1996 Night Song, voor strijkorkest
- 1996 Port Arthur: In Memoriam, voor kamerorkest
- 1998 Cello Dreaming, voor cello solo, strijkers en slagwerk
- 1999 My Country Childhood, voor strijkorkest
- 2000 Quamby, voor kamerorkest met didgeridoo
- 2001 Music for Federation, voor orkest
- 2003 From Oceania
- 2003 From Ubirr, voor strijkorkest met didgeridoo
- 2003 Sydney Singing, voor klarinet, harp, slagwerk en strijkers
- 2003 Quamby, voor orkest met didgeridoo
- 2006 Beethoven Variations
- 2006 Elegy, voor solo altviool en strijkers
- 2008 Fourth Sonata for Strings, voor strijkorkest met didgeridoo
- 2008 A Song of Love, voor strijkorkest
- 2008 Tropic, voor orkest

### Werken voor harmonieorkest en brassband
- 1986 Suite uit de filmmuziek "Burke & Wills", voor harmonieorkest
- 1986 Suite uit de filmmuziek "Burke & Wills", voor brassband

### Muziektheater

#### Opera's
| Voltooid in | titel             | aktes | première                                               | libretto                                                                        |
| ----------- | ----------------- | ----- | ------------------------------------------------------ | ------------------------------------------------------------------------------- |
| 1972-1973   | Rites of Passage  |       | 27 september 1974, Sydney, Sydney Opera House          | van de componist, naar teksten van de Aborigines uit de Zuid Arrernte gedichten |
| 1982        | Quiros (tv-opera) |       | 1 juli 1982, American Broadcasting Company National tv | Brian Bell                                                                      |

#### Balletten
| Voltooid in | titel     | aktes   | première     | libretto | choreografie |
| ----------- | --------- | ------- | ------------ | -------- | ------------ |
| 1968        | Sun Music | 5 aktes | 1968, Sydney |          |              |

### Werken voor koren
- 2003 Requiem, voor gemengd koor, didgeridoo en orkest

### Vocale muziek
- Birthday of Thy King

### Kamermuziek
- 1960 Sonata, voor altviool en slagwerk
- 1961 Irkanda IV, voor viool, strijkers en slagwerk
- 1979 Requiem for cello alone
- 2000 New Norcia, voor koperblazers (4 trompetten, 3 trombones en tuba) en slagwerk
- 17 strijkkwartetten

### Werken voor orgel
- 1970-1980 Overture

### Werken voor piano
- Between Five Bells
- Djilile
- Mountains
- Night Pieces
  1. Snow
  2. Moon
  3. Flowers
  4. Night
  5. Stars
- Nocturne
- Piano Sonatina
- Rose Bay Quadrilles
- Song for a Penny
- Thoughts from Home

### Werken voor gitaar
- 1993 From Kakadu
- 1994 Into the Dreaming

### Filmmuziek
- 1975 Burke & Wills